# Karl Hillenbrand (Politiker)
Karl Hillenbrand (* 15. Oktober 1881 in Neuhof (bei Fulda); † 24. November 1954 in Bonn) war ein deutscher Gewerkschaftsfunktionär und Politiker, der sich für den Beitritt des Saarlandes zur Bundesrepublik stark eingesetzt hat.

## Leben
Karl Hillenbrand wurde als Sohn des Landwirts Andreas Hillenbrand (1833–1906) und dessen Ehefrau Louise Henkel (1843–1916) geboren.
Nach seiner Schulausbildung absolvierte er eine Maurerlehre und schloss diese als Geselle ab. Er war politisch engagiert und trat 1900 in die Zentrumspartei ein, leistete Militärdienst von 1901 bis 1903 und wurde später Geschäftsführer der Christlichen Bauarbeiter im Siegerland. 1913 wechselte er in das Saarland, wo er christlicher Gewerkschaftssekretär wurde.
Hillenbrand musste Kriegsdienst leisten und wurde nach dem Krieg Landesgeschäftsführer der Christlichen Gewerkschaften im Saargebiet.
Von 1920 bis 1935 war er Mitglied des Stadtrates von Saarbrücken und hatte von 1929 bis 1933 ein Mandat für den Preußischen Landtag in Berlin, wo er Mitglied des interfraktionellen Saar-Ausschusses war. Im Saarland, das nach dem Ersten Weltkrieg bis 1935 (Volksabstimmung) unter dem Mandat des Völkerbunds stand, wurde auf Drängen der Bevölkerung ein Landesrat als beratende Volksvertretung eingerichtet.
Nach der Machtübernahme durch die Nationalsozialisten wurde der Christliche Gewerkschaftsbund Saar aufgelöst und durch die Deutsche Arbeitsfront ersetzt. Hillenbrand verlor seine Arbeit und verdiente sich fortan seinen Lebensunterhalt mit Tätigkeiten im Versicherungswesen. Obwohl er kein Mitglied der NSDAP war, erhielt er ein Mandat für den Saarbrücker Stadtrat und hatte dort Funktionen im Beirat für die Städtischen Werke, Aufsichtsrat der „Ferngas-Gesellschaft  Saar“ sowie der Saarbrücker Straßenbahn-AG.
Am 22. August 1944 wurde er durch die Gestapo verhaftet, weil er mutmaßlich mit dem Arbeiterführer Jakob Kaiser verdeckt zusammengearbeitet hat und kam in das Saarbrücker Gestapo-Lager Neue Bremm. Nach seiner Entlassung im November 1944 tauchte er in Neuhof unter und kam 1945 nach Saarbrücken zurück. Er war maßgeblich am Wiederaufbau der christlichen Gewerkschaften im Saargebiet beteiligt.
Die französische Militärregierung wies ihn am 13. Juni 1947 als „Gefährder“ der Anbindung des Saarlandes an Frankreich aus dem Saarland in den Westerwald. Bereits nach kurzer Zeit erhielt er die Erlaubnis zur Rückkehr, wurde Generalsekretär des Christlichen Gewerkschaftsbundes Saar (auch Chefredakteur der „Gewerkschaftlichen Rundschau“) und trat der Christlichen Volkspartei des Saarlandes (CVP) bei. Hillenbrand und viele andere Politiker waren mit der Befürwortung des Saarstatuts durch den saarländischen Ministerpräsidenten Johannes Hoffmann  nicht einverstanden; 1950 verließ er die Partei und wechselte zur Demokratischen Partei Saar, wo er Beisitzer im Landesvorstand war.
Nachdem diese 1951 vom saarländischen Innenministerium mit Zustimmung der französischen Protektoratsmacht verboten wurde, gehörte er im Februar 1952 zu den Mitbegründern der CDU an der Saar. Am 6. Februar 1952 verfassten er und zahlreiche Politiker einen Zulassungsantrag beim saarländischen Innenministerium.
In diesem Jahr trat er in den Ruhestand, blieb dennoch politisch aktiv.
Vor der Landtagswahl 1952 beteiligte er sich an der „Wählt-weiß-Kampagne“ (Stimmenthaltung).
Zusammen mit Jakob Kaiser engagierte er sich stark in der Volksabstimmung gegen das Saarstatut, die 1957 zum Beitritt des Saarlandes zur Bundesrepublik führte.
Er starb in Bonn am 24. November 1954 bei politischen Verhandlungen und wurde am 29. November 1954 an Anwesenheit von Jakob Kaiser und Bundesratspräsident Peter Altmeier beigesetzt.
Er war seit dem 19. Januar 1910 mit Johanna Margaretha Dickopf (1884–1949) verheiratet und hatte mit ihr die Kinder Karl (* 1910; † 1948 in polnischer Gefangenschaft), Frieda Johanna (1911–1995), Luise Maria (1913–2014) und Helena Luzia (1919–2000) hatte. Zwei Töchter starben im frühen Kindesalter.